# 1388

## Události
- vévoda Amadeus VII. Savojský připojil východní část Provence jako hrabství Nizza ke svému vévodství, čímž dosáhl přístupu k moři.
- 9. dubna – Spojené síly Staré švýcarské konfederace prazily asi šestnáctkrát silnější habsburská vojska v bitvě u Näfels a definitivně tak zmařily snahy Habsburků o podmanění Švýcarů.

## Narození
- 13. června – Tomáš Montacute, hrabě ze Salisbury († 1422)
- 23. srpna – Eberhard IV. Württemberský, hrabě württemberský († 1419)
- 7. září – Giovanni Maria Visconti, vládce Milána († 1412)
- 29. září – Tomáš z Lancasteru, 1. vévoda z Clarence, anglický vévoda († 1421)
- Charlota Bourbonská, kyperská královna († 1422)
- ? – Balduin z Lannoy, vlámský šlechtic († 1474)
- ? – Magdalena Bavorská, gorická hraběnka († 1410)
- ? – Taj Ťin, čínský malíř mingské éry († 1462)
- ? – Sia Čchang, čínský malíř, kaligraf a básník († 1470)

## Úmrtí
Česko
- 15. srpna – Vojtěch Raňkův z Ježova, český teolog a učenec (* asi 1320)

Svět
- 31. ledna – Jana z Armagnacu, vévodkyně z Berry a Auvergne (* 1346)
- 29. února – Vladislav Bílý, polský vévoda
- 15. května – Václav I. Saský, vévoda sasko-wittenberský a kurfiřt saský (* 1337)
- ? – Albrecht IV. Meklenburský, vévoda meklenburský (* cca 1363)
- ? – Che Čen, čínský voják a politik sloužící dynastii Jüan (* 1322)

## Hlava státu
- České království – Václav IV.
- Moravské markrabství – Jošt Moravský
- Svatá říše římská – Václav IV.
- Papež – Urban VI. a Klement VII. (vzdoropapež)
- Anglické království – Richard II.
- Francouzské království – Karel VI. Šílený
- Polské království – Hedvika z Anjou a Vladislav II. Jagello
- Uherské království – Zikmund Lucemburský
- Litevské knížectví – Vladislav II. Jagello
- Byzantská říše – Jan V. Palaiologos